# Мустаев, Шамиль Асгатович
Шамиль Асгатович Мустаев (17 мая 1929 года, с. Нурлаты, Буинский район, ТАССР, РСФСР — 1 декабря 2012 года, г. Казань, Российская Федерация) — советский партийный и государственный деятель, председатель Президиума Верховного Совета Татарской АССР (1986—1990).

## Биография
В 1959 г. окончил Казанскую Высшую партийную школу, в 1964 г. — Казанский финансово-экономический институт.
- 1942—1943 гг. — колхозник колхоза «Марс» Буинского района Татарской АССР,
- 1943—1946 гг. — студент Буинского ветеринарного техникума, г. Буинск Татарской АССР,
- 1946—1948 гг. — ветеринарный техник Байрякинского зооветврачебного участка Ютазинского района Татарской АССР,
- 1948—1949 гг. — ветеринарный фельдшер колхоза «Марс» Буинского района Татарской АССР,
- 1949—1951 гг. — заведующий отделом кадров и оргинструкторской работы Буинского райкома ВЛКСМ Татарской АССР,
- 1951—1953 гг. — в Советской Армии,
- 1953 г. — инструктор сельскохозяйственного отдела Буинского райкома КПСС Татарской АССР,
- 1953—1954 гг. — второй секретарь Буинского районного комитета ВЛКСМ Татарской АССР,
- 1954—1955 гг. — инструктор Буинского районного комитета КПСС по зоне Ахмаметьевской МТС,
- 1955—1959 гг. — слушатель Казанской высшей партийной школы,
- 1959—1964 гг. — инструктор отдела партийных органов Татарского областного комитета КПСС,
- 1964—1965 гг. — секретарь парткома Апастовского производственного колхозно-совхозного управления Татарской АССР,
- 1965—1969 гг. — первый секретарь Апастовского районного комитета КПСС Татарской АССР,
- 1969—1984 гг. — министр финансов Татарской АССР,
- 1984—1986 гг. — председатель Татарского областного совета профсоюзов,
- 1986—1990 гг. — председатель Президиума Верховного Совета Татарской АССР.

Избирался депутатом Верховных Советов РСФСР и Татарской АССР, членом бюро Татарского областного комитета КПСС.

## Награды и звания
Награждён двумя орденами Трудового Красного Знамени, орденом Дружбы народов, медалями.